# Juan Carlos Verón
Juan Carlos Verón Ramos (Buenos Aires, 1 de junio de 1956) es un exfutbolista argentino. Jugaba de centrocampista y su primer club fue Atlanta.

## Carrera
Comenzó su carrera en 1974 jugando para Atlanta. Jugó para el club hasta 1975. En 1976 pasó a Temperley. Juega para ese equipo hasta 1977. En 1980 se fue a España para formar parte de las filas del Racing de Santander. Juega para el club hasta 1983. Ese año se fue al RCD Mallorca. Juega para el club hasta 1984. En 1986 se fue al Deportivo de La Coruña. Se mantuvo en el club hasta 1987. En ese año regresó al Racing de Santander, manteniéndose jugando en el club hasta 1989. Ese año, tras su período por España, Juan Carlos Verón regresó a la Argentina para jugar en el Deportivo Mandiyú. Jugó para el club correntino hasta 1990, cuando finalmente se retiró del fútbol.

## Clubes
| Club                | País      | Año       |
| ------------------- | --------- | --------- |
| Atlanta             | Argentina | 1974-1975 |
| Temperley           | Argentina | 1976-1977 |
| Racing de Santander | España    | 1980-1983 |
| Real Mallorca       | España    | 1983-1984 |
| Deportivo La Coruña | España    | 1986-1987 |
| Racing de Santander | España    | 1987-1989 |
| Deportivo Mandiyú   | Argentina | 1989-1990 |